# Коков Валерій Мухамедович
Валерій Мухамедович Коков (18 жовтня 1941, селище Нижній Баксан, тепер місто Тирниауз, Кабардино-Балкарія, Російська Федерація — 29 жовтня 2005, місто Москва, Російська Федерація) — радянський і російський державний діяч, 1-й секретар Кабардино-Балкарського республіканського комітету КПРС, президент Кабардино-Балкарської Республіки. Член ЦК КПРС у 1990—1991 роках. Народний депутат РРФСР (1990—1993). Член Ради Федерації Федеральних Зборів Російської Федерації (1993—2001). Кандидат економічних наук.

## Життєпис
Народився в родині партійного працівника. У 1959 році закінчив Терський сільськогосподарський технікум.
У 1959—1964 роках — студент економічного факультету Кабардино-Балкарського державного університету.
У 1964—1966 роках — головний агроном колгоспу «Трудовий горець» села Кішпек Баксанського району Кабардино-Балкарської АРСР.
Член КПРС з 1966 року.
З 1966 по 1970 рік — аспірант Всесоюзного науково-дослідного інституту економіки сільського господарства.
У 1970—1972 роках — старший економіст, начальник відділу праці та заробітної плати Міністерства сільського господарства Кабардино-Балкарської АРСР.
У 1972—1974 роках — директор радгоспу «Лескенський» Урванського району Кабардино-Балкарської АРСР.
У 1974—1983 роках — 1-й секретар Урванського районного комітету КПРС Кабардино-Балкарської АРСР.
У 1978 році закінчив Заочну Вищу партійну школу при ЦК КПРС.
У 1983—1985 роках — голова Державного комітету Кабардино-Балкарської АРСР із виробничо-технічного забезпечення сільського господарства.
У 1985 — листопаді 1988 року — секретар Кабардино-Балкарського обласного комітету КПРС із питань сільського господарства.
У листопаді 1988 — 21 лютого 1990 року — 2-й секретар Кабардино-Балкарського обласного комітету КПРС.
21 лютого — 1 вересня 1990 року — 1-й секретар Кабардино-Балкарського республіканського комітету КПРС.
30 березня 1990 — 17 вересня 1991 року — голова Верховної ради Кабардино-Балкарської РСР.
Одночасно з березня 1990 по 1993 рік — народний депутат Російської Федерації. На З'їзді народних депутатів РРФСР входив до фракції «Суверенітет та рівність». Був членом Конституційної комісії РРФСР.
Був ініціатором ухвалення на сесії Верховної ради Кабардино-Балкарської АРСР 31 січня 1991 року Декларації про державний суверенітет, згідно з якою Кабардино-Балкарія відмовлялася від статусу автономної республіки та проголошувала себе суб'єктом безпосередньо СРСР.
З 29 вересня 1991 по січень 1992 року — 1-й заступник голови Ради міністрів Кабардино-Балкарської Республіки.
9 січня 1992 — 16 вересня 2005 року — президент Кабардино-Балкарської Республіки.
Одночасно з 12 березня по 17 вересня 2001 року — член президії Державної ради Російської Федерації. Із січня 1996 року до грудня 2001 року —  заступник голови Ради Федерації Російської Федерації.
16 вересня 2005 року подав у відставку за станом здоров'я.
Помер 29 жовтня 2005 року в Москві, похований на родовому цвинтарі в селищі Дугулубгей Баксанського району Кабардино-Балкарської республіки.

## Нагороди і звання
- орден Жовтневої Революції
- орден Трудового Червоного Прапора
- орден «Знак Пошани»
- орден Дружби народів  (Російська Федерація) (25.03.1994)
- орден «За заслуги перед Вітчизною» II ст. (Російська Федерація) (9.05.2005)
- орден «За заслуги перед Вітчизною» ІІІ ст. (Російська Федерація) (15.10.2001)
- орден «Честь і слава» ІІ ст. (2003, Абхазія)
- медалі
- Подяка Президента Російської Федерації (12.08.1996)
- Почесна грамота Уряду Російської Федерації (11.10.2001)
- Почесний громадянин міста Нальчика